# Dicranota catawbiensis
Dicranota (Eudicranota) catawbiensis là một loài ruồi trong họ Pediciidae. Chúng phân bố ở vùng sinh thái Nearctic.